# Verdronken Zwarte Polder
De Verdronken Zwarte Polder is een natuurgebied aan de kust van Zeeuws-Vlaanderen gelegen aan de monding van de Westerschelde nabij Nieuwvliet. Het gebied is in eigendom en wordt beheerd door Stichting het Zeeuwse Landschap. De Verdronken Zwarte Polder is onderdeel van Natura 2000-gebied "Westerschelde en Saeftinghe".

## Ontstaan
De Verdronken Zwarte Polder is een zogenaamde slufter - een gebied achter een doorgebroken duinenrij - en is in 1802 ontstaan. Feitelijk gezien is dit gebied echter ontstaan door een dijkdoorbraak, waarbij de in 1623 aangelegde Zwarte Polder, van 120 ha, overstroomde. Het betrof een aangelegde dijk waarbij zich spontaan een bescheiden duinenrij ontwikkelde. Deze damde het resterende deel van het Zwarte Gat af. Het gebied is sindsdien slechts gedeeltelijk opnieuw ingepolderd. In 1803 werd een gebied van 8 ha herdijkt, tegenwoordig bekend als Zwarte Polder en in gebruik als camping. In 1829 werd ten noorden daarvan nogmaals 23 ha teruggewonnen, en dit wordt de Herdijkte Zwarte Polder genoemd. Wel is landinwaarts, om de slufter heen, met al zijn nevengeulen en -slenken, een dijk die de polder omsloot, opgehoogd tot deltahoogte. Het bergend gebied achter de slufter is te klein om een gevaar te vormen dat het gat in de duinenrij verder uitschuurt door in- en uitstromend water.

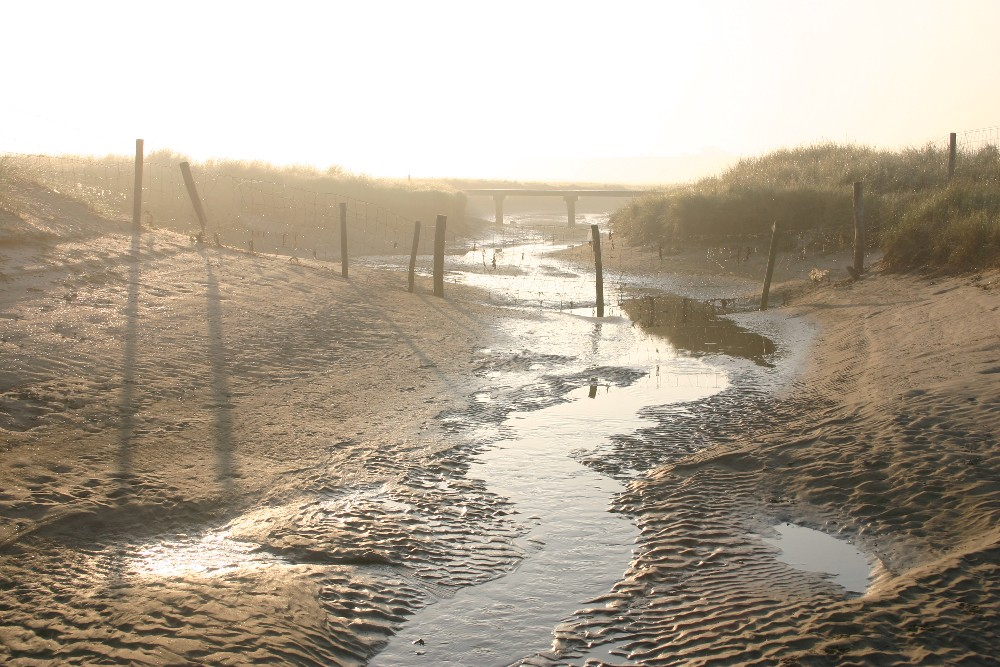
Een van de drie grotere geulen, die tot de slufter behoort die de duinenrij heeft doorbroken. Gezien vanaf 'de polder' naar de zee.
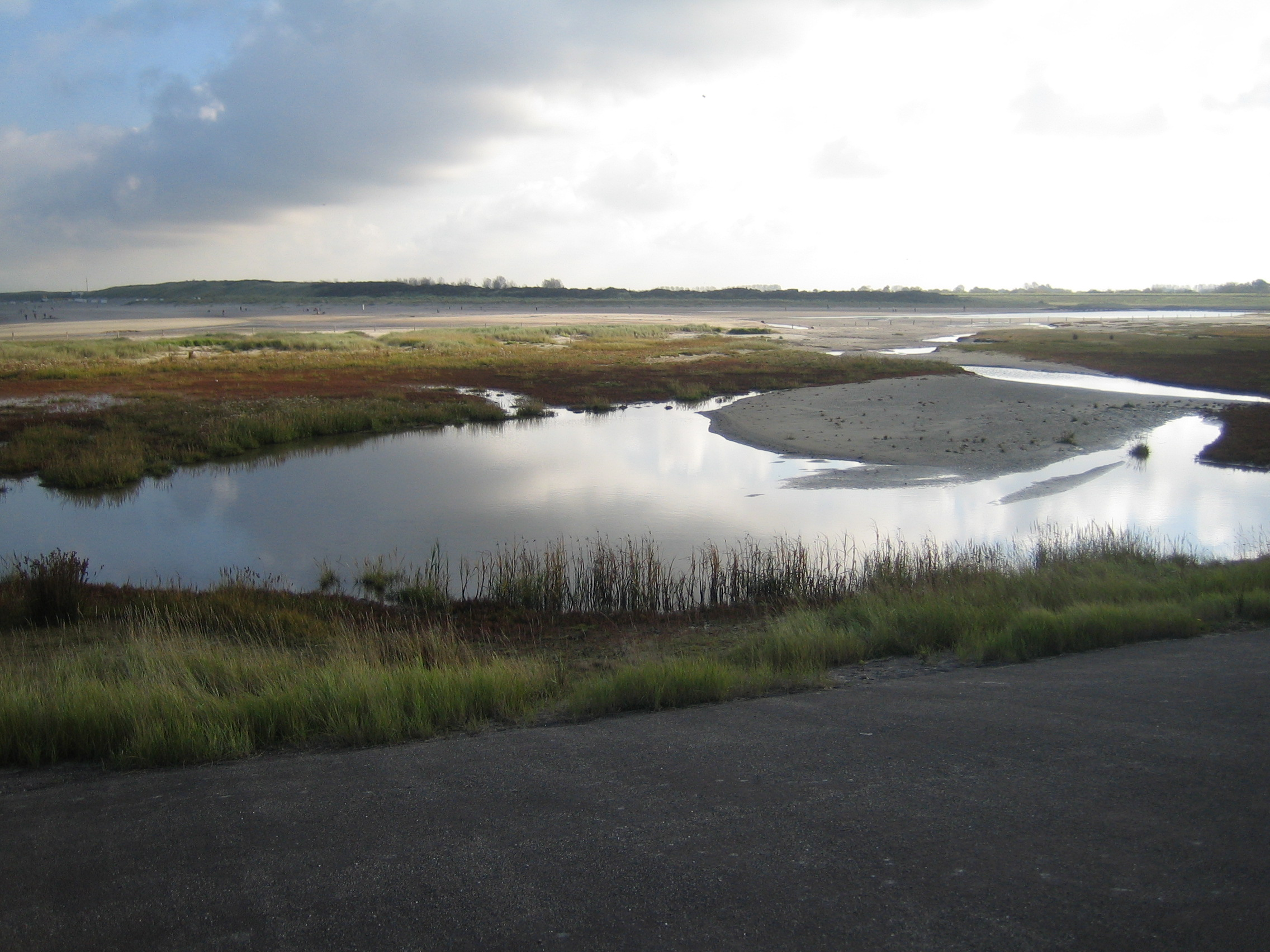
De slufter vanaf het strand gezien
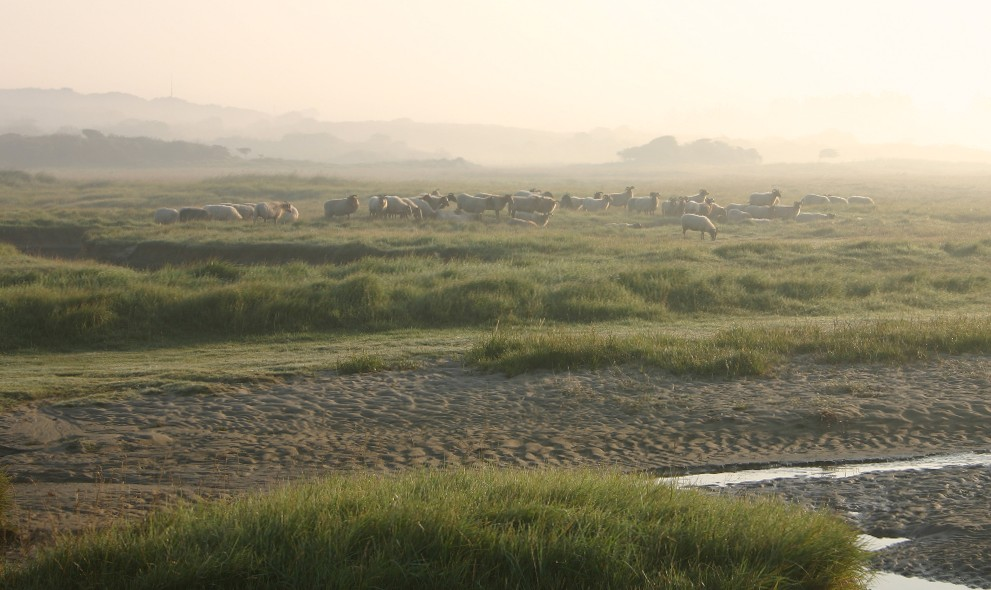
Drentse heideschapen begrazen het gebied. Links achter de (doorgebroken) duinenrij.
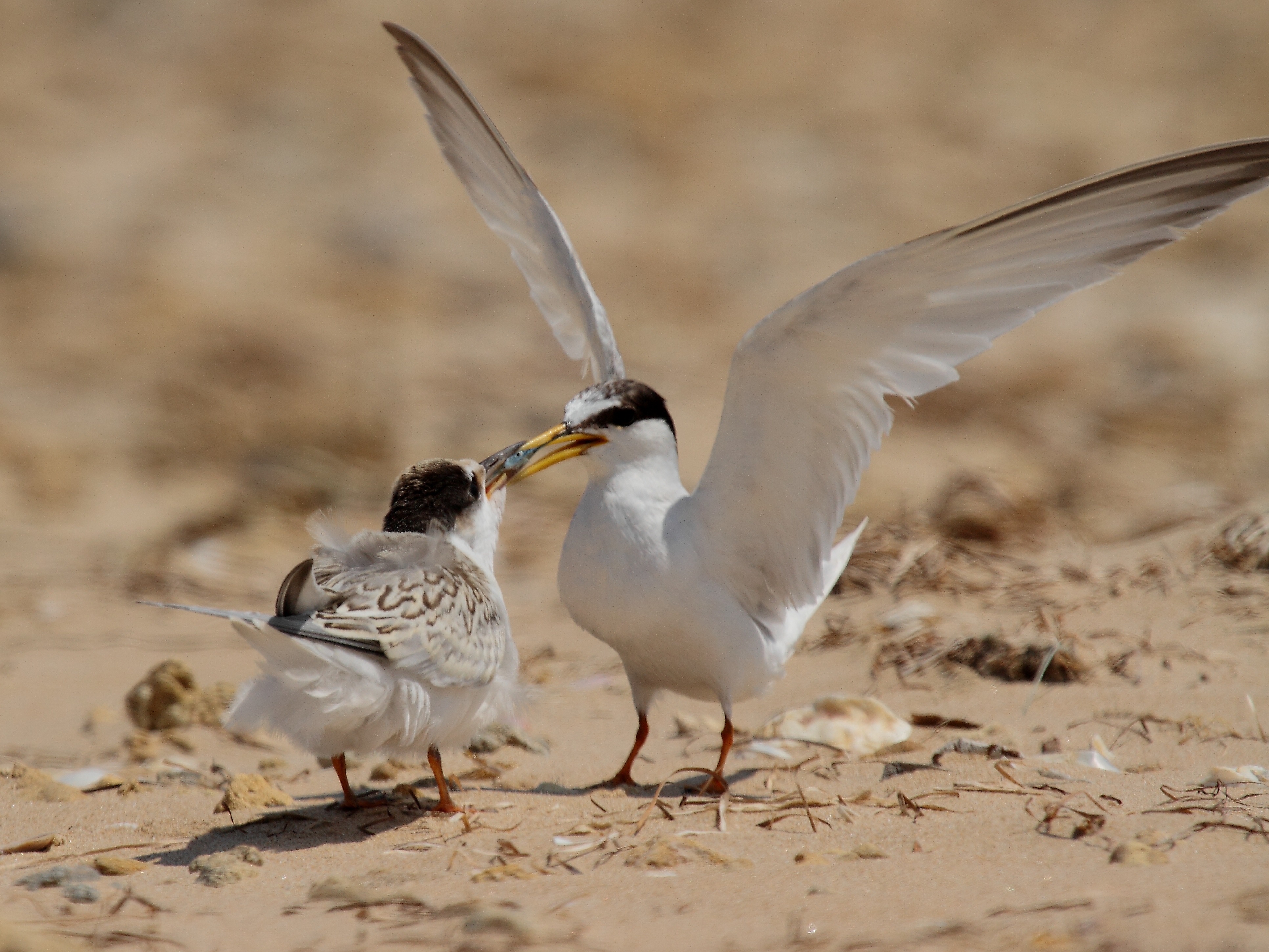
Dwergstern

## Dynamiek van het gebied
Het gebied is van bijzondere waarde voor de flora en fauna om verscheidene redenen:
- Het is nog een dynamisch gebied dankzij het getij. Er vindt, zij het beperkt, nog erosie en kalkrijke afzetting plaats van zand (nabij de slufter) en klei (hoog op de schorren, bij springtij).
- De dynamiek zelf is gevarieerd. Hoog, 'achter' in de polder, vindt overstroming alleen bij zeer hoog water plaats, terwijl tussen de duinen, nog een aantal zeer actieve slenken / geulen aanwezig zijn.
- De dynamiek vindt plaats over en op een gebied dat destijds door de mens als polder in cultuur is gebracht. Zelfs voor Nederland is dit bijzonder. De Slufter op Texel is eerder al een natuurlijke slufter geweest, en het Naardermeer (ook een polder die de mens gecultiveerd heeft, maar heeft moeten teruggeven aan de natuur) zijn niet zo dynamisch als De Verdronken Zwarte Polder. Tot slot is het Verdronken Land van Saeftinghe een lager gelegen gebied dat vaker overstroomt.
- De nabijheid van een aantal andere natuurgebieden, zoals Het Zwin.

De Herdijkte Zwarte Polder is dat deel van de Zwarte Polder dat in 1829 werd herdijkt. Inmiddels is ook dit (geheel omdijkte gebied) niet meer in cultuur, maar als natuurgebied ingericht. De wind moet er vrij spel krijgen; de dynamiek van aangelegde en al eerder aanwezige duinen moeten hier de flora en fauna gaan bepalen. Dit laatste gebied is niet toegankelijk; het moet een zeer rustig gebied worden voor met name vogels.

## Huidige ontwikkelingen

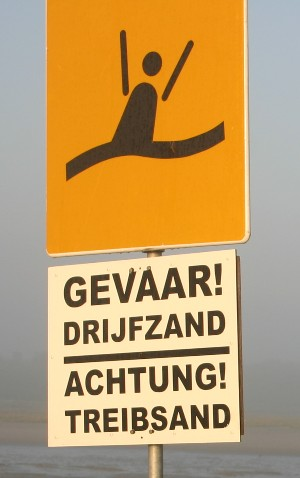
Aan de zeezijde van de duinen waren in 2006 de grondwerkzaamheden in 2005 aan de slufter zelf nog steeds aanleiding voor gevaarlijke situaties, getuige de vele borden op het strand die waarschuwen voor drijfzand.

Het gebied heeft de neiging te verzanden, met name door de beperkte grootte van het gebied (de eroderende werking van het in- en uitkomende water is dan te gering, ook bij springtij) en de overheersende noordwesten winden. De hoger gelegen schorren komen nog hoger te liggen en de wind waait steeds meer zand in de geulen, terwijl die geulen dat niet (genoeg) meer kunnen afvoeren naar zee.
In 2005 is daarom de geul verdiept, en is veel (opgewaaid) duinzand afgevoerd richting de Zwarte Polder, om daar de gewenste dynamiek in een duinlandschap te kunnen creëren.
Het gebied wordt begraasd door schapen (Drentse heideschapen).
Studie door de afdeling Fysische Geografie van de Universiteit Utrecht heeft duidelijk gemaakt dat de verdieping van de geul slechts tijdelijk een effect zal hebben op dit gebied. Binnen enkele (tientallen) jaren zal de geul opnieuw verzanden. Dat dit gebeurt is reeds duidelijk meetbaar, afhankelijk van de weersomstandigheden zal dit enkele tot 10-tallen jaren duren.